# Naturbahnrodel-Europameisterschaft 2022
Die 29. Naturbahnrodel-Europameisterschaft der Fédération Internationale de Luge de Course (FIL) fand vom 10. bis zum 13. Februar 2022 in Laas statt. Die Einsitzer-Wettkämpfe wurden in drei, jene der Doppelsitzer in zwei Wertungsläufen ausgetragen.

## Einsitzer Herren
| Platz | Name                | Zeit (min) |
| ----- | ------------------- | ---------- |
| 01    | Alex Gruber         | 2:03,65    |
| 02    | Michael Scheikl     | 2:03,72    |
| 03    | Patrick Pigneter    | 2:04,47    |
| 04    | Florian Clara       | 2:04,58    |
| 05    | Thomas Kammerlander | 2:04,65    |
| 06    | Mathias Troger      | 2:04,86    |
| 07    | Alexander Jegorow   | 2:04,94    |
| 08    | Grigori Bukin       | 2:05,20    |
| 09    | Fabian Achenrainer  | 2:06,14    |
| 10    | Juri Talych         | 2:06,21    |

Datum: 13. Februar 2022

Es waren 28 Teilnehmer am Start.

## Einsitzer Damen
| Platz | Name                   | Zeit (min) |
| ----- | ---------------------- | ---------- |
| 01    | Evelin Lanthaler       | 2:05,16    |
| 02    | Greta Pinggera         | 2:06,30    |
| 03    | Tina Unterberger       | 2:06,46    |
| 04    | Jekaterina Lawrentjewa | 2:07,23    |
| 05    | Nadine Staffler        | 2:07,60    |
| 06    | Daniela Mittermair     | 2:08,47    |
| 07    | Lisa Walch             | 2:08,74    |
| 08    | Riccarda Ruetz         | 2:08,96    |
| 09    | Darja Malejewa         | 2:09,87    |
| 10    | Sara Bachmann          | 2:11,64    |

Datum: 12. Februar 2022

Es waren 22 Teilnehmerinnen am Start.

## Doppelsitzer
| Platz | Name                                           | Zeit (min) |
| ----- | ---------------------------------------------- | ---------- |
| 01    | RusslandPawel Porschnew Iwan Lasarew           | 2:13,15    |
| 02    | ItalienPatrick Pigneter Florian Clara          | 2:13,23    |
| 03    | ÖsterreichFabian Achenrainer Simom Achenrainer | 2:13,51    |
| 04    | ItalienPatrick Lambacher Matthias Lambacher    | 2:13,71    |
| 05    | RusslandAlexander Jegorow Pjotr Popow          | 2:15,61    |
| 06    | RusslandStanislaw Kowschik Ilja Tarassow       | 2:15,69    |
| 07    | SlowenienBine Mekina Blaz Mekina               | 2:19,57    |
| 08    | UkraineMyroslav Lenko Ivan Lenko               | 2:20,98    |
| 09    | SlowenienMatevz Vertelj Vid Kralj              | 2:21,24    |
| 10    | TschechienTomas Hasek David Rydl               | 2:25,26    |

Datum: 12. Februar 2022

## Teamwettbewerb
| Platz | Name                                             | Zeit (min) |
| ----- | ------------------------------------------------ | ---------- |
| 1     | ItalienEvelin Lanthaler Alex Gruber              | 2:06,80    |
| 2     | ÖsterreichTina Unterberger Michael Scheikl       | 2:07,73    |
| 3     | RusslandJekaterina Lawrentjewa Alexander Jegorow | 2:08,19    |
| 4     | DeutschlandLisa Walch Simon Dietz                | 2:10,76    |
| 5     | UkraineAnastasiya Slyusar Myroslav Lenko         | 2:14,96    |
| 6     | SlowenienMeta Mekina Blaz Mekina                 | 2:16,02    |
| 7     | PolenJulia Plowy Adam Machnik                    | 2:20,64    |

Datum: 13. Februar 2022

## Medaillenspiegel
| Platz | Land       | Gold | Silber | Bronze | Gesamt |
| ----- | ---------- | ---- | ------ | ------ | ------ |
| 1.    | Italien    | 3    | 2      | 1      | 6      |
| 2.    | Russland   | 1    | 0      | 1      | 2      |
| 3.    | Österreich | 0    | 2      | 2      | 4      |